# Store Point
Store Point är en udde i Antarktis. Den ligger i Västantarktis. Argentina, Chile och Storbritannien gör anspråk på området.
Terrängen inåt land är kuperad. Havet är nära Store Point åt sydväst. Trakten är glest befolkad. Närmaste befolkade plats är San Martín Station, 7,9 kilometer norr om Store Point. 